# Sormusaari (ö i Norra Savolax)
Sormusaari är en ö i Finland. Den ligger i sjön Syväri och i kommunen Lapinlax i den ekonomiska regionen  Övre Savolax ekonomiska region  och landskapet Norra Savolax, i den centrala delen av landet, 400 km norr om huvudstaden Helsingfors. Öns area är 32,1 hektar och dess största längd är 0,9 kilometer i nord-sydlig riktning.